# Epargyreus clarus
Epargyreus clarus este o specie de fluture din familia Hesperiidae. Se crede că ar fi cel mai recunoscut fluture din familia sa din America de Nord.

## Descriere
Anvergura unui adult este de 43–67 mm. Adulții au pete aurii pe aripile superioare și benzi argintii pe cele inferioare. 

## Ciclul de viață
Adulții acestei specii sunt răspândiți pe câmpuri, în grădini și la marginea pădurilor. Este întâlnită din sudul Canadei prin majoritatea Statelor Unite și până în nordul Mexicului, dar este absentă în Marele Bazin și vestul Texasului. 

### Specii de flori
Adulții nu se hrănesc aproape niciodată din flori galbene.  Printre speciile preferate se numără:
- Lathyrus latifolius
- Asclepias syriaca
- Trifolium pratense
- Cephalanthus
- Liatris
- Thistle